# Медвежьи острова (заповедник)
«Медвежьи острова» (якут. Эһэлээх арыылар) — государственный природный заповедник в Якутии.
Заповедник был учреждён 30 июня 2020 года. Находится на территории Нижнеколымского района Республики Саха (Якутия).
Заповедник состоит из двух кластеров общей площадью 815 568 га.
- морской
- материковый

Медвежьи острова состоят из 6 островов (Крестовский, Андреева, Пушкарева, Леонтьева, Лысова, Четырехстолбовой) в Восточно-Сибирском море. Заповедник также включает части колымской тундры на материковой части России.

## Флора и фауна
Сосудистых растений в заповеднике насчитывается более 160 видов.
На территории заповедника обитает более 38 видов млекопитающих. Среди них волк, песец, росомаха, ондатра, сибирский и копытный лемминг. Заповедник является популярным местом рождения белых медведей. Птиц — более 100 видов. Широко распространены розовая чайка, малый лебедь, чёрная казарка, белоклювая гагара, клоктун, сапсан, орлан-белохвост. В акватории встречаются морские зайцы, кольчатые нерпы, белухи, моржи и сивучи, морской котик. 27 видов животных и 8 видов растений занесены в Красную книгу.